# Karl zu Solms-Hohensolms-Lich

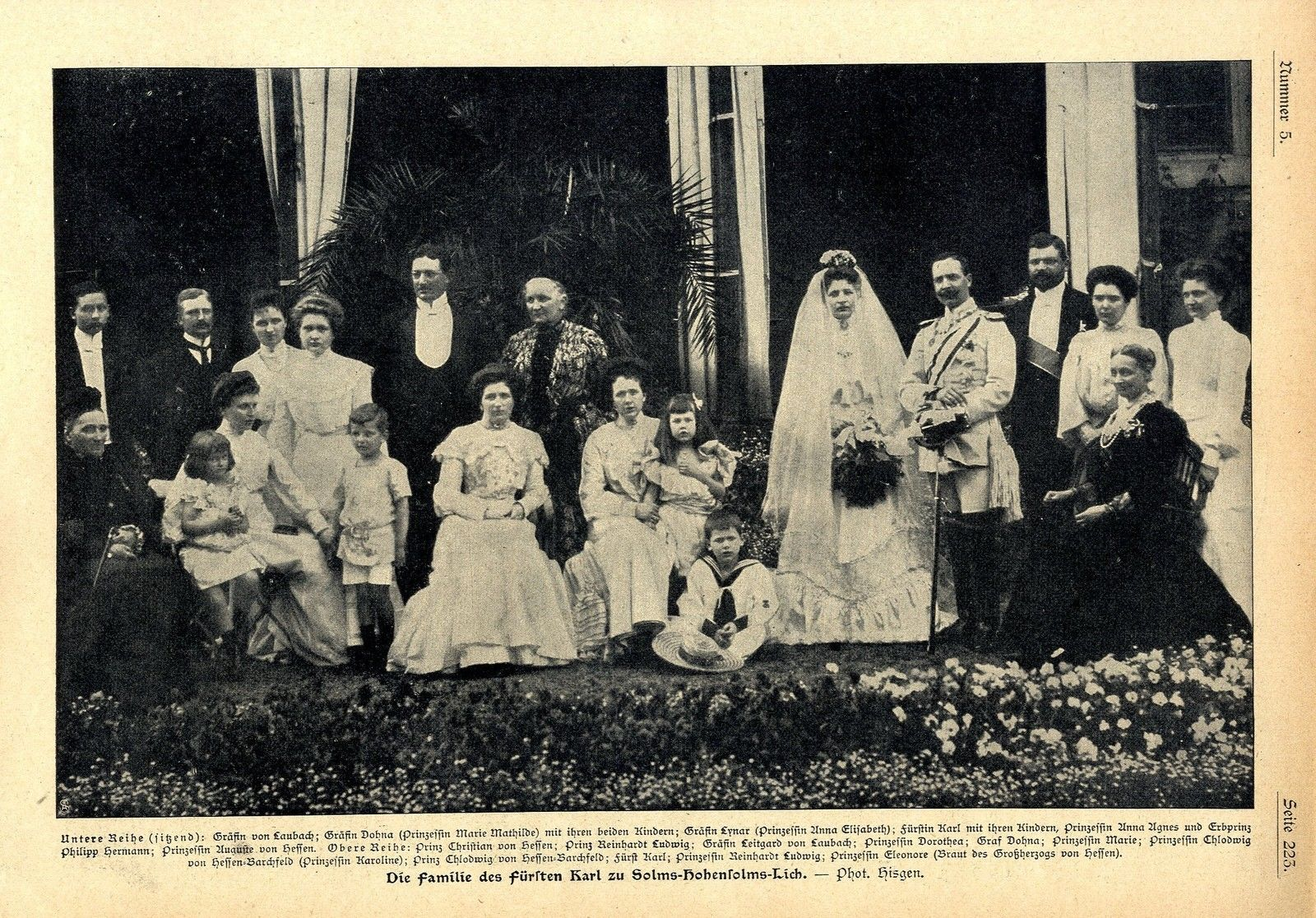
Die Familie des Fürsten Karl zu Solms-Hohensolms-Lich (1905)

Fürst Karl Ferdinand Wilhelm zu Solms-Hohensolms-Lich, auch Carl zu Solms-Hohensolms-Lich (* 27. Juni 1866 in Lich; † 26. Juli 1920 ebenda) war ein deutscher Politiker. Er war Präsident der Ersten Kammer der Landstände des Großherzogtums Hessen.

## Lebensweg

### Schulzeit und Studium
Karl war der älteste Sohn des Fürsten Hermann zu Solms-Hohensolms-Lich (1838–1899) und dessen Gemahlin Gräfin Agnes zu Stolberg-Wernigerode (1842–1904). Er besuchte das Gymnasium in Kassel und studierte dann an der Universität Leipzig. Nach dem Universitätsbesuch war er beim Militär. Er reiste nach Italien und Algerien.

### Ehe und Nachkommen
Er heiratete am 16. Oktober 1894 in Wernigerode Prinzessin Emma (1875–1956), Tochter des Fürsten Otto zu Stolberg-Wernigerode. Aus dieser Ehe gingen vier Kinder hervor:
- Philipp Hermann (1895–1918), Erbprinz zu Solms-Hohensolms-Lich, gefallen in Konstantinowka (Ukraine)
- Anne-Agnes (1899–1987) ⚭ 1923 Carl zu Castell-Castell (1897–1945)
- Elisabeth (1903–1992) ⚭ 1944 Otto Vossler (1902–1987)
- Johanna Marie (1905–1982) ⚭ 1924 Georg Friedrich Graf zu Solms-Laubach (1899–1969)

Da sein einziger Sohn Philipp 1918 im Ersten Weltkrieg gefallen war, wurde nach Karls Tod im Jahre 1920 sein Bruder Reinhard Ludwig (1867–1951) Chef des Hauses.

## Politik
Karl zu Solms-Hohensolms-Lich übernahm 1899 mit dem Tod seines Vaters Hermann Fürst zu Solms-Hohensolms-Lich die Standesherrschaft. Als hessischer Standesherr war er qua Verfassung von 1899 bis zur Novemberrevolution 1918 Mitglied der Ersten Kammer der Landstände des Großherzogtums Hessen. In der Ersten Kammer war er von 1908 bis 1914 Vizepräsident und von 1914 bis 1918 Präsident. Von 1901 bis 1918 war er auch Mitglied des Preußischen Herrenhauses.